# 응용학문대학
응용학문대학(독일어: Fachhochschule 파흐호흐슐레[*])은 독일의 고등교육기관의 한 형태로, 학문적 기초를 바탕으로 응용에 초점을 둔 교육과 연구에 중점을 두고 있다. 독일에서 처음 도입되었으며 후에 오스트리아, 리히텐슈타인, 스위스, 그리스 등의 다른 나라에서도 도입이 되었다. 파흐호흐슐레(Fachhochschule)라는 독일어 이름은 ‘전문 분야’를 의미하는 파흐(Fach)와 고등교육기관, 즉 ‘대학’을 의미하는 호흐슐레(Hochschule)가 합쳐진 말로, 문자적으로는 전문대학이라고 번역할 수 있으나 대한민국의 전문대학과는 다른점이 많다. 대학(Hochschule, HS) 혹은 응용학문대학(Hochschule für Angewandte Wissenschaften, HAW)라는 이름을 사용하는 곳이 늘어나고 있다.
응용학문대학에서는 자연과학, 사회과학, 경제학, 법학, 공학 및 예술에 관한 전공을 모두 배울 수 있으며 경우에 따라서는 종합대학교에서 배울 수 없는 전공들도 다양하다. 하지만 철학과 같은 정신과학(Geisteswissenschaft) 분야는 종합대학교에서만 배울 수 있다. 볼로냐 프로세스에 따라서 종합대학교(Universität)와 응용학문대학에서는 법적으로 동등한 학사와 석사 학위를 수여한다. 하지만 응용학문대학에서는 박사학위를 취득할 수 없으며 이것은 전통적인 종합대학교와의 가장 큰 차이점으로 남아 있다. 하지만 스위스와 독일의 일부 응용과학대학에서는 다른 기관과 제휴하여 학업은 양측에서 진행 하면서 학위는 그 기관에서 받는 박사학위 과정을 제공하기도 한다.

## 같이 보기
- 공과대학교